# Кілер (фільм, 2024)
«Кілер» або «Найманий вбивця» (англ. The Killer) — американський бойовик-трилер 2024 року режисера Джона Ву. Ремейк фільму Ву 1989 року. У фільмі знялися Наталі Еммануель, Омар Сі, Сем Вортінгтон, Діана Сільверс, Ерік Кантона та Саїд Тагмауї.

## Синопсис
Професійний кілер Зі (Наталі Еммануель) намагається загладити свою провину, щоб повернути зір прекрасній молодій співачці.

## Акторський склад
| Актор             | Роль                               |
| ----------------- | ---------------------------------- |
| Наталі Еммануель  | Зі професійний кілер               |
| Омар Сі           | Сей поліцейський                   |
| Сем Вортінгтон    | Фінн злочинець                     |
| Діана Сільверс    | Дженн Кларк співачка               |
| Саїд Тагмауї      | Маджеб бін Фахім арабський принц   |
| Ерік Кантона      | Жюль Ґоберт кримінальний авторитет |
| Чеки Каріо        | Тессьє                             |
| Грегорі Монтел    | Джакс                              |
| Гуґо Дієго Гарсія | Коко                               |

## Виробництво
У 1992 році американські режисери Волтер Гілл і Девід Ґайлер написали сценарій для TriStar Pictures під назвою «Кілер», датований 6 квітня 1992 року. У прес-релізі цього римейку зазначалося, що сценарій був написаний під акторів Річарда Гіра і Дензела Вашингтона. У червні 1992 року було оголошено, що Волтер Гілл і Гілер пишуть сценарій під назвою «Гонконг», заснований на «Кілер». У продюсерів виникли труднощі зі взаємовідношеннями двох головних героїв, які, на їхню думку, могли сприйматися американською аудиторією як гомоеротичні. Продюсер Теренс Чанг, який працював з Ву над кількома постановками, запропонував американським продюсерам взяти на роль поліцейського гонконгську акторку Мішель Йео, щоб зняти будь-яке гомоеротичне прочитання фільму. Через рік сценаристи Джим Кеш і Джек Еппс-молодший були найняті продюсерами Чарльзом Ровеном і Робертом Кавалло для написання сценарію на основі «Кілерe», написавши третій варіант сценарію, датований 23 серпня 1993 року, в якому йшлося про історію кілера, що живе в Гонконзі. Цей сценарій змістив акценти з пари кілера і поліцейського детектива на персонажів осліпленої співачки з нічного клубу і кілера.
У жовтні 2007 року The Hollywood Reporter оголосив, що ремейк фільму «Найманий убивця» буде знятий корейсько-американським режисером Джоном Х. Лі (John H. Lee). Дія римейку відбуватиметься в лос-анджелеському Корейському кварталі, Чайнатауні та Південному центрі Лос-Анджелеса. Лі назвав «Найманого убивцю» одним зі своїх улюблених фільмів і сказав, що з нетерпінням чекає на можливість зняти власну версію. Продюсером версії Лі мав стати сам Джон Ву, а головну роль виконати Юнг Ву-сон. Кіностудія Seven Stars Film Studios мала профінансувати виробництво за сценарієм Джоша Кемпбелла. На роль сліпої співачки спочатку була обрана Сара Лі. Ву говорив про ремейк у жовтні 2015 року, заявивши, що Лі вирішив зайнятися іншими проектами, хоча фільм деякий час перебував у розробці. У 2015 році Ву прокоментував, що повернеться до Голлівуду після зйомки фільму «Manhunt» (2017), щоб зрежисувати американську адаптацію «Найманого убивці». Згодом було оголошено, що Universal Pictures розробляє фільм за сценарієм, написаним Ераном Кріві на основі чернеток Джоша Кемпбелла та Метта Стюкена, з додатковим внеском Брайана Гелгеланда. На головну роль було обрано актрису Люпіта Ніонго. Ву повідомив, що зйомки почнуться в січні 2019 року. Щодо рішення змінити стать і расу головної героїні, Ніонго зауважила, що вона «теж цього не очікувала», заявивши, що отримала, прочитала і їй сподобався сценарій, не бачивши оригінального фільму.
Однак у листопаді 2019 року Ву повідомив виданню Deadline, що Ніонго покинула фільм через конфлікти з графіком внаслідок переписування сценарію. У травні 2022 року стало відомо, що фільм буде знятий самим Ву, спродюсований компанією Universal і випущений ексклюзивно на платформі Peacock. У серпні 2022 року Universal оголосила, що Омар Сі зіграє у фільмі роль поліцейського. У березні 2023 року на головну роль була затверджена Наталі Еммануель. Ву повернувся до роботи над «Кілером» після багатомісячної перерви у зйомках фільму в Парижі через страйк SAG-AFTRA у 2023 році.

## Випуск
Прем'єра відбулася на Peacock 23 серпня 2024 року.

### Матеріали
- Heard, Christopher (1999). Ten Thousand Bullets: The Cinematic Journey of John Woo. Doubleday Canada. ISBN 0-385-25731-7.